# دانشگاه علوم و فنون زندگی لتونی
دانشگاه علوم و فنون زندگی لتونی (به لاتین: Latvia University of Life Sciences and Technologies) یک دانشگاه در لتونی است که در یلگاوا واقع شده‌است.